# 히가시촌 (후쿠시마현)
히가시촌(東村)은 후쿠시마현 니시시라카와군에 있던 촌이다.
2005년 11월 7일에 시라카와시, 오모테고촌, 다이신촌과 합병해 새로운 시라카와시가 되어 폐지되었다.
- 1955년
  - 3월 1일 - 오노다 촌·가마노코 촌이 합병해 히가시 촌이 성립하였다.
  - 8월 20일 - 오누키·오타와가 이시카와 군 아사카와 정에 편입하였다.
- 2005년 11월 7일 - (구) 시라카와 시·오모테고 촌·다이신 촌과 합병해 시라카와 시가 성립해 동일 히가시촌은 폐지되었다.

## 도로
- 주요 지방도
  - 후쿠시마 현도 11호 시라카와 이시카와 선
  - 후쿠시마 현도 44호 다나쿠라 야부키 선
  - 후쿠시마 현도 75호 도이즈미자키 선

- 일반 현도
  - 후쿠시마 현도 278호 가마시 가나야마 선